# Elżbieta Urbańczyk
Elżbieta Urbańczyk, född den 26 april 1971 i Nowy Dwór Mazowiecki, Polen, är en polsk kanotist.
Hon tog bland annat VM-guld i K-2 500 meter i samband med sprintvärldsmästerskapen i kanotsport 1994 i Mexico City.